# Fering
El fering és un dialecte del frisó septentrional parlat a l'illa de Föhr (districte de Nordfriesland. Fering es refereix al nom frisó de l'illa de Föhr, Feer. Juntament amb l'Öömrang, söl'ring, i l'helgolandès forma part del grup insular de dialectes del frisó septentrional i és molt similar a l'Öömrang. És parlat aproximadament per uns 3.000 dels 8.700 habitants de l'illa, i suposa un terç dels parlants de frisó septentrional.